# Me 309 (航空機)
Me 309
Me 309 V1
- 用途：戦闘機
- 分類：戦闘機
- 設計者：ウィリー・メッサーシュミット
- 製造者：メッサーシュミット
- 運用者：ドイツ空軍
- 初飛行：1942年7月18日
- 生産数：4機（試作のみ）
- 運用状況：未就役

Me 309（Messerschmitt Me 309）は第二次世界大戦時にドイツで試作された単発単座レシプロ戦闘機。Bf 109戦闘機の後継機として1940年に試作指示が出され、1942年7月に初飛行した。当時の単発戦闘機としては珍しく意欲的な前輪式降着装置を持ち、胴体に引き込み式の冷却器を備えた洗練されたスタイルであった。しかし、エンジンの過熱や機体の安定性不足など欠点が多く、是正作業に取り掛かったが、Me 262シュヴァルべ戦闘機の生産を優先させる方針もあって、4機の試作のみで開発中止となった。試作機の一部はMe 262開発のための諸試験に転用された。

## 技術的特徴
Bf109は主脚の間隔が狭く離着陸時の安定性に難があった。そこで本機では主脚を主翼に取り付け、内側に引き込む形式として主脚間隔を広くした。更に降着装置を前輪式として地上姿勢での前方視界を確保、後方視界についても涙滴型キャノピーを採用し、キャノピー後端から尾翼にかけて胴体をなだらかに低くして視界を妨げないようにする、Me262にも共通するデザイン手法を採り入れた。これらBf109の弱点を改善した上で引き込み式ラジエーター、与圧キャビンを備え、強力なエンジンを搭載することで飛行性能の向上を図った。また重装備の機体を短距離で着陸させるため、プロペラは逆ピッチまで可変できる様になっていた。

### エンジン
搭載するエンジンはDB 603系、DB 605系、Jumo 213系が検討された。特にDB 603H搭載型は性能計算値で緊急出力時860 km/h以上の高速を発揮することになっていた。試作1号機V1はDB 605A-1を搭載したとされる。

### 武装
機関砲の装備位置や口径は諸説あるがメッサーシュミット社の提案では以下の3タイプとなっている。
戦闘機型（Leichter Jäger）
機首上面13 mmMG 131 機関銃×2、プロペラ軸内砲（モーターカノン)15 mmMG 151 機関砲×1
駆逐機型（Leichter Zerstörer）
機首上面13 mmMG 131 機関銃×2、プロペラ軸内砲15 mmMG 151 機関砲×1、主翼付け根13 mmMG 131 機関銃×2、15 mmMG 151 機関砲×2
戦闘爆撃機型（Jagdbomber）
機首上面13 mmMG 131 機関銃×2、プロペラ軸内砲15 mmMG 151 機関砲×1、主翼付け根250 kg爆弾×2

### 先行テスト
本機で新たに採用する技術は5機のBf109Fを改造して先行テストが行われた。各機の型式とテスト内容は以下の通り。
- Bf109V23：前輪式降着装置。
- Bf109V24：引き込み式腹部ラジエーター。
- Bf109V30：キャビン内空調設備。
- Bf109V30a：与圧キャビン。
- Bf109V31：幅広の主脚間隔と腹部ラジエーター。

## 評価

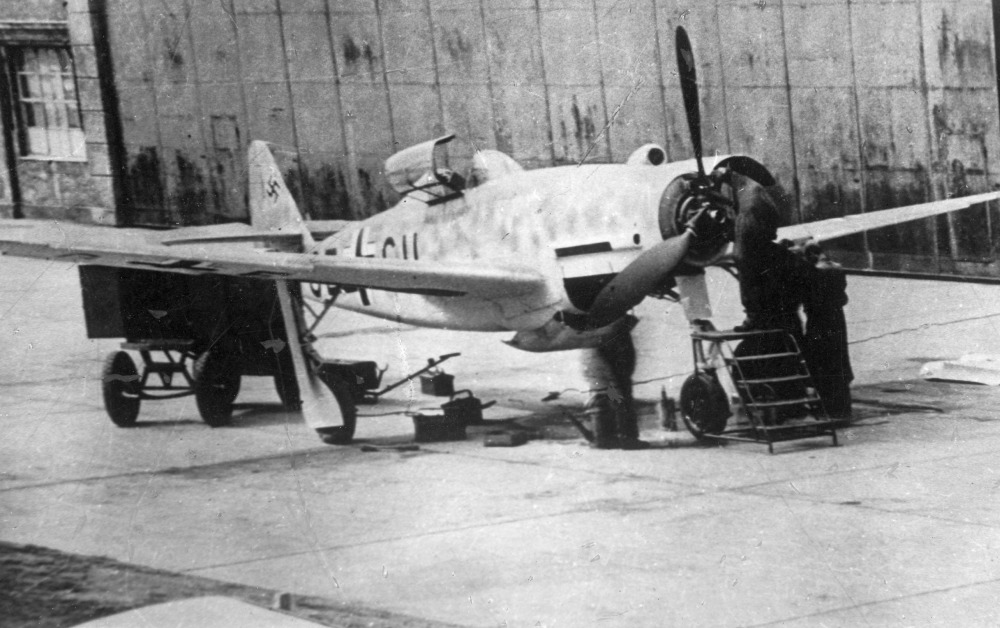
整備中のMe 309 V1

1942年6月初頭に完成した試作1号機Me309V1の社内テストが開始されると次々と問題が発生する。まず地上滑走の際に前輪が激しい首振りを起し、速度を上げると蛇行することが判明、この対策に1ヶ月以上を費やした。7月18日には初飛行を行うが、収納した前輪とラジエーターの位置関係が悪く、ラジエータに充分な量の空気が当たらなくなり冷却水が過熱して、わずか7分間で緊急着陸を余儀なくされる。先行テスト時に前輪式と腹部ラジエータを別の機体でテストを行ったことの弊害であった。その後のテストでは前輪の首振りは改善したが機体の方向安定性そのものに問題が有り、離陸滑走中に滑走路をはみ出したり、高速飛行中も直線飛行の維持が困難だったため、垂直尾翼の面積を拡大した。更に着陸速度を下げるためプロペラを逆ピッチにしたところ、急激に速度を失い機首から滑走路に叩きつけられ前輪を折損する事故を起こした。逆ピッチを使用しない場合、接地速度は200 km/h近くにもなり、着陸操作は困難を極めた。試作2号機V2に至っては初飛行時に着陸事故で全損している。
1942年11月空軍によるテストが開始されるが一ヶ月も経たない内に早くも絶望的な酷評を受ける。11月末の報告書では舵の重さ、着陸の難しさから平均的技量のパイロットには取扱いが困難なことが指摘され、より優秀なFw190Dの実戦投入が近付く中でBf109Gより50 km/hほど速いだけのMe309の存在意義は薄いと結論付けられた。実際Bf109Gとの模擬空戦では旋回性能で劣り、高速で逃げるしかない有様だった。1943年3月試作3号機V3が初飛行したが、続く試作4号機V4の完成を待たずして同月中に計画中止となった。

## スペック
Me309V-2
- 全長：9.46 m
- 全幅：11.00 m
- 全高：3.45 m
- 翼面積：16.55 m2
- 全備重量：4,250 kg
- エンジン：ダイムラー・ベンツ DB 605B 1,475 hp
- 最大速度：733 km/h
- 実用上限高度：11,400 m
- 航続距離：1,400 km
- 武装
  - 30 mm MK 103 機関砲×1
  - 20 mm MG151/20機関砲×2
  - 13 mm MG 131 機関銃×2

- 乗員 1名